# Marco Zanetti

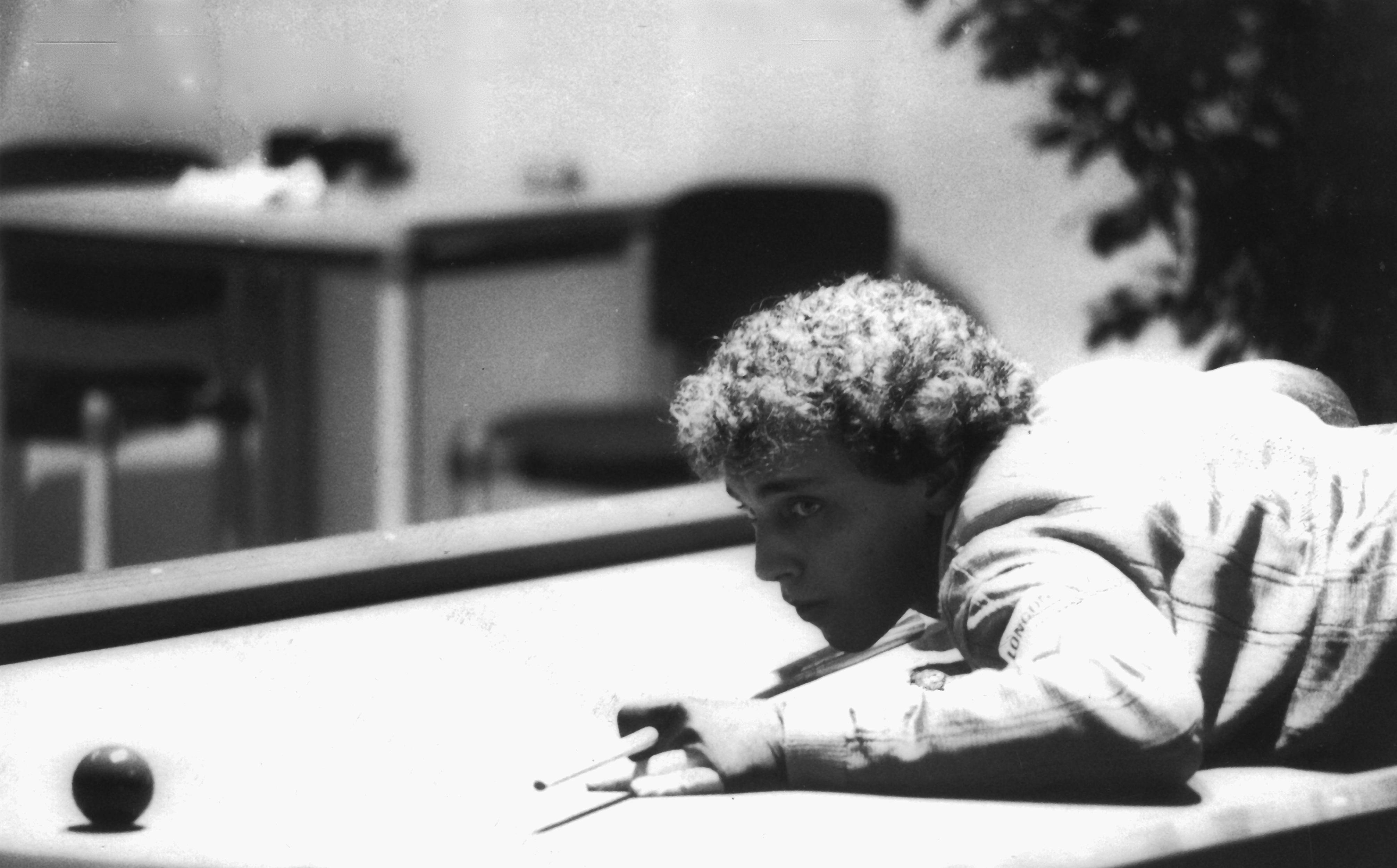
Zanetti bei der Einband-EM 1986 in Dülmen

Marco Zanetti (* 10. April 1962 in Bozen) ist ein italienischer Karambolagespieler.

## Privates
Sein Vater Erwin, im Jahr 1960 erster italienischer Staatsmeister im Karambolspiel, war damals Präsident des Karambolvereins in Bozen. Nach mehreren Umzügen des Vereins wurde dieser 1980 aufgelöst. Im Alter von sieben Jahren fing Marco Zanetti an, Billard zu spielen und musste sich, um an den Tisch zu kommen, auf einen Stuhl stellen. Heute gilt er als brillanter Billardspieler und wird in der Billardszene für seine ehrenhafte Haltung und sein sportliches Auftreten geschätzt. Im Jahr 2007 wurde von den weltbesten Dreibandspielern eine Spielervereinigung gegründet, die Masters of Billards Association, zu der Marco Zanetti zum Präsidenten gewählt wurde. Mit seinem südländischen Temperament sparte er auch nicht mit Kritik an Verbänden und Organisatoren. Somit kam es teilweise zu gewissen Unstimmigkeiten mit diversen Funktionären.
Zanetti lebt mit seiner Freundin Martina und dem Sohn Samuel (* 2008) in seiner Geburtsstadt Bozen in Südtirol. Er ist der erfolgreichste italienische Karambolagespieler.
Als Südtiroler spricht er fließend Deutsch, aber auch Französisch, Englisch und Spanisch.

## Karriere

### Anfänge (Junioren)
Mit fünfzehn gewann er in Gagnano (Neapel) seine erste italienische Meisterschaft im Dreiband bei den Junioren. Damit war er der jüngste Staatsmeister in der italienischen Billardhistorie. Es folgten mehrere Staatstitel in den technischen Disziplinen des Karambolspiels (Freie Partie, Cadre und Einband). Seit 1976 verbrachte er den Großteil seiner Sommerferien beim vielfachen österreichischen Staatsmeister Heinrich Weingartner in Wien, bei dem er wie ein Sohn aufgenommen wurde. Durch viel Training mit den besten österreichischen Karambolagespielern verbesserte er ständig seine Technik.
Bei seiner ersten Junioren-Europameisterschaft belegte er im Mai 1978 in Luxemburg seinen ersten von 6 Podestplätzen. Im Juni 1981 wurde er im belgischen Geel Junioren-Europameister in der Freien Partie.

### Erfolge (Senioren)
Mit 18 Jahren wurde er erstmals italienischer Staatsmeister in der Freien Partie mit 100,00 GD (Generaldurchschnitt). Als erster Italiener beendete er bei diesem Turnier eine Partie bis 400 Punkte in einer Aufnahme. Danach widmet er sich intensiv den anderen technischen Disziplinen. Als 20-Jähriger gewinnt Marco Zanetti bei seinem ersten internationalen Auftritt bei einer Europameisterschaft im spanischen Elda sensationell den Titel im Cadre 47/2. Im Finale schlug er den deutschen Titelverteidiger Klaus Hose. Ein Jahr später ließ er im dänischen Odense den Titel im Cadre 47/1 folgen. 1985 folgte ein dritter Platz bei der Einband-EM in Dülmen. Er musste sich nur den belgischen Billardlegenden Raymond Ceulemans und Ludo Dielis geschlagen geben. Mit 109 Punkten spielte er aber die höchste Serie des Turniers. 1986 wurde zum ersten Mal eine Triathlon-Europameisterschaft mit den Disziplinen Cadre 71/2, Einband und Dreiband ausgetragen. Auch diesen Titel konnte Zanetti sich im niederländischen Klarenbeek sichern.
1986 war auch der große Wendepunkt in seiner Karriere. Bis dato nur als Amateur gestartet entschied er sich, dank der Gründung der Billiards Worldcup Association (BWA), als Profi im Dreiband-Weltcup zu starten. Hier musste er sich mit den weltbesten Dreibandspielern aus Europa, Asien und Amerika messen. Nach zwei Finalniederlagen 1987 in Paris und Valkenburg konnte er 1990 in Palma mit einem Finalsieg gegen Raymond Ceulemans seinen ersten Weltcupsieg feiern.
Seit über zwanzig Jahren gehört Marco Zanetti zu den besten Dreibandspielern der Welt und bewegt sich immer unter den besten gesetzten Spielern der Dreiband-Weltrangliste.
Die Krönung seiner bisherigen Laufbahn waren im Jahr 2002 und 2008 die Weltmeistertitel im Dreiband. Des Weiteren erreichte Zanetti sieben Zweit- und Drittplatzierungen bei Weltmeisterschaften seit 1997.
Auch im Biathlon (Dreiband und 5-Kegel-Billard) war Zanetti erfolgreich und holte sich in dieser Disziplin 1988 und 1996 den Weltmeistertitel.

### Saison 2012/13
Zu Anfang der Saison wurde Zanetti im Juni erneut italienischer Dreiband-Meister bei den Campionati Italiani. Bei diesem Turnier erzielte er mit 2,137 GD (Generaldurchschnitt) einen neuen italienischen Rekord. Bei der WM im September in Porto kam Zanetti zusammen mit Frédéric Caudron aus Belgien auf den dritten Platz. Eine Woche später konnte er sich beim Dreiband-Weltcup im südkoreanischen Suwon noch einmal verbessern und hinter Altmeister Torbjörn Blomdahl aus Schweden den zweiten Platz belegen. Durch diese Erfolge konnte sich Zanetti wieder auf Platz 10 der Weltrangliste spielen.
Im März 2013 gewann er gegen Frédéric Caudron das erste Lausanne Billard Masters in der Schweiz. Das Finale gewann er mit einem „Fuchs“ auf 40:33. Im Halbfinale spielte er gegen Torbjörn Blomdahl aus Schweden die höchste Serie des Turniers mit 15 Punkten. Nur eine Woche später standen sich die beiden erneut in einem Finale gegenüber, diesmal bei den AGIPI Billard Masters. Und erneut konnte sich Zanetti gegen den Belgier durchsetzen und gewann mit 50:40. Am 14. April gewann Zanetti bei der Dreiband-Europameisterschaft das Finale gegen Christian Rudolph mit 40:10. Er stellte dabei einen neuen Europarekord im Generaldurchschnitt (GD) mit 2,500 auf. Im Halbfinale schlug er zum dritten Mal in Folge den Weltranglistenersten Frédéric Caudron mit 40:37, obwohl der Belgier als vierter Spieler überhaupt die Weltbestmarke der Höchstserie von 28 Punkten spielte. Diese Partie zählt zu einer der schönsten und spannendsten der Dreibandgeschichte.
Durch seine Siege spielte er sich in der Weltrangliste vom anfänglichen Platz 11 zum Saisonende auf den 3. Platz vor, seine bisher zweitbeste Weltranglistenposition nach Platz zwei 1999.

### Saison 2013/14

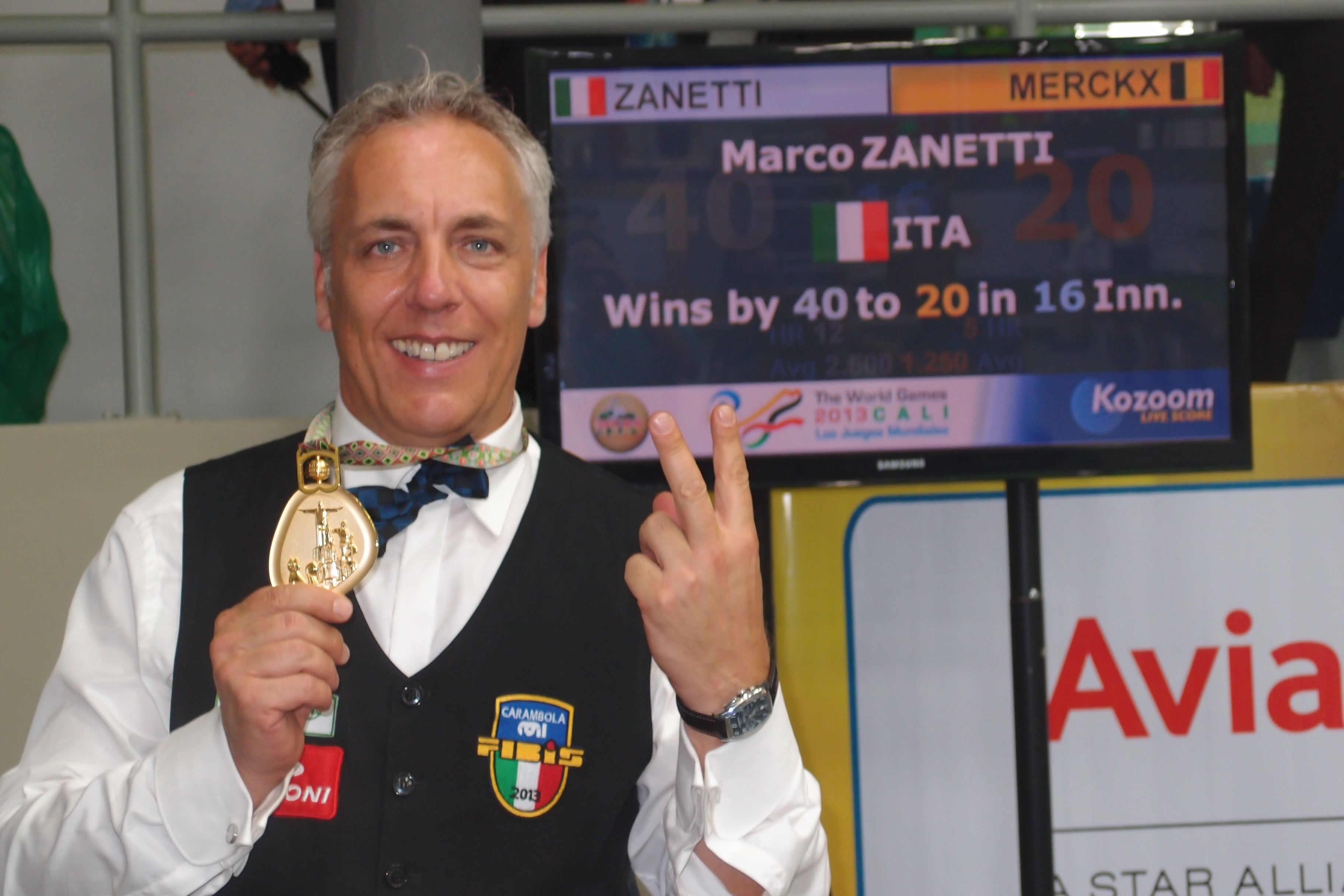
Zanetti mit der Goldmedaille der World Games 2013

Die neue Saison begann Zanetti mit dem Erfolg beim Dreibandturnier der World Games 2013 in Cali. Im Finale besiegte er den amtierenden Weltmeister Eddy Merckx deutlich mit 40:20 und fügte damit seiner Sammlung einen weiteren international bedeutenden Titel hinzu. Vor dem Start der aktuellen Spielzeit wechselte er zum BC-München, für den er in der 2. Dreiband-Bundesliga auf Brett 1 antritt.
Am 2. März 2014 erzielte Marco Zanetti gegen Gabriele Fasciana beim italienischen Mannschaftsfinale in Modica auf Sizilien eine neue Bestmarke im besten Einzeldurchschnitt (BED). Er beendete eine Partie bis 40 Punkte in sechs Aufnahmen. Der Durchschnitt von 6,666 ist neuer italienischer Rekord. Zum zweiten Mal in Folge gewann er die Lausanne Billard Masters. Im Finale schlug er Martin Horn aus Deutschland knapp mit 40:36.

### Seit 2015
Bei den Lausanne Billard Masters 2016 gewann er, gemeinsam mit dem Koreaner Kang Dong-koong, die Bronzemedaille. Er war zuvor im Halbfinale seinem belgischen Finalgegner von 2013, Frédéric Caudron mit 14:40 unterlegen. 2017 konnte er, nach 2013, seine zweite Goldmedaille bei den Europameisterschaften in Brandenburg an der Havel gewinnen. Im Finale schlug er Frédéric Caudron aus Belgien mit 40:14 in 11 Aufnahmen. Mit einer Weltklasseleistung im Generaldurchschnitt (GD) von 2,735 gewann Marco Zanetti die LG U+ Cup 3-Cushion Masters 2017 und erhielt mit 60.000 € seine bisher höchste Siegerprämie. Bei der Dreiband-Weltmeisterschaft 2017 gewann er die Bronzemedaille, wiederholte dies erneut bei der WM 2021.

## Sonstiges
Aufgrund seiner Kritik gegenüber der UMB beim Weltcupturnier 2009 in Korea wurde Zanetti mit einer lebenslangen 50-Punkte-Strafe belegt. Zwei Jahre später, am Ende des Dreiband-Weltcups, ebenfalls im südkoreanischen Suwon, nahm die UMB diese Strafe wieder zurück und zum Ende des Jahres erhielt er seine 50 Punkte für die Weltrangliste wieder zurück.

## Erfolge

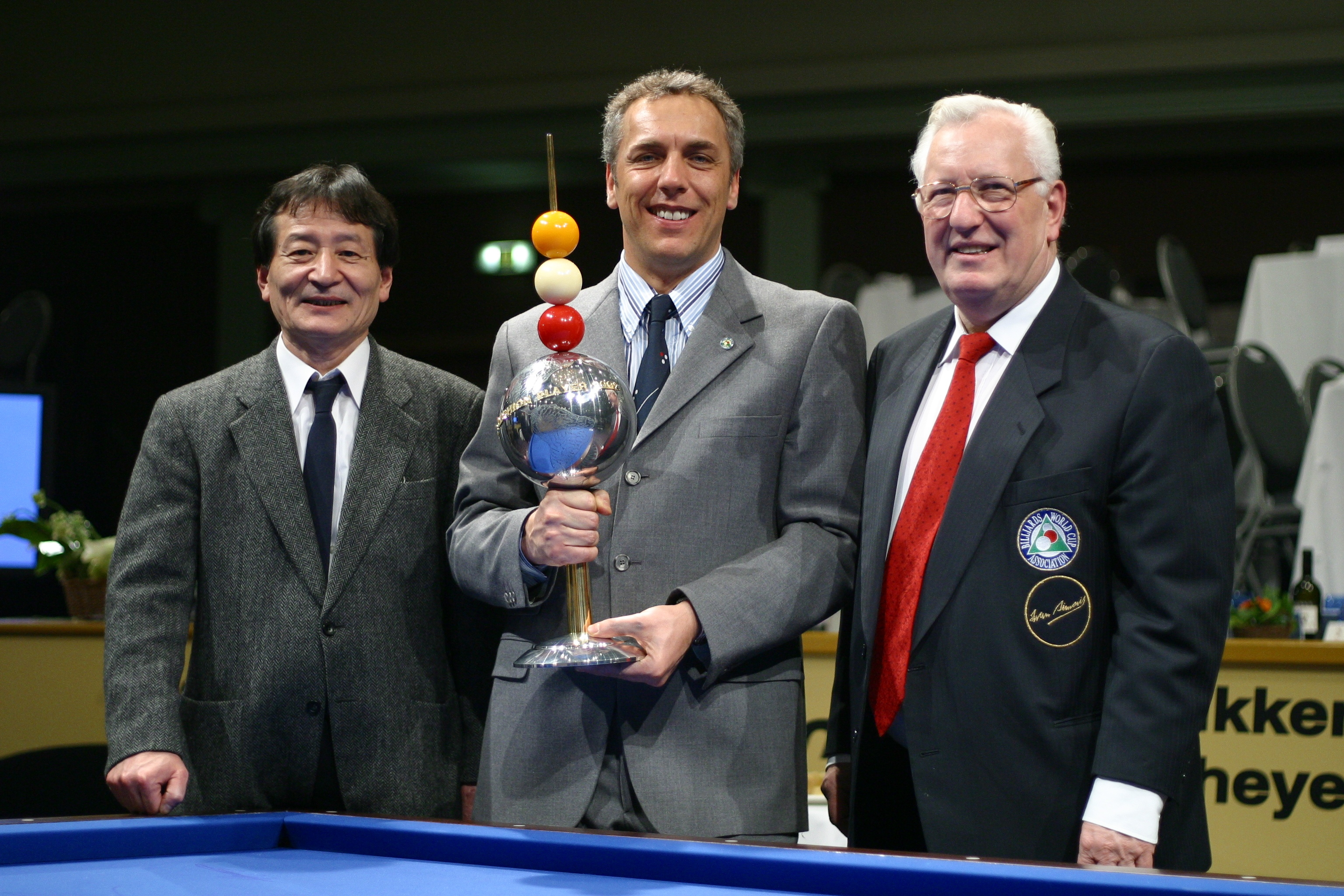
Zanetti wird „Spieler des Jahres 2003“ in Antwerpen.
Links: Nobuaki Kobayashi,
Rechts: Raymond Ceulemans

- Dreiband-Weltmeisterschaft:  2002, 2008  2001, 2011  1997, 2000, 2003, 2009, 2012, 2017, 2021
- Dreiband-Europameisterschaft:  2013, 2017  2019  1992, 2003, 2008, 2010
- Biathlon-Weltmeisterschaft (5-Kegel, Dreiband):  1988, 1996
- World Games Dreiband:  2013  2009
- Dreiband-Weltcup:  1990/5, 1999/3, 2014/5, 2019/7  1987/1, 1987/4, 1991/5, 1993/3, 1995/8, 1996/5, 1999/3, 2009/4, 2012/2, 2015/6 2022/3  1994/1, 1996/6, 1998/1, 1998/2, 1998/9, 1998/10, 2001/2, 2001/3, 2001/5, 2003, 2005/3, 2006/3, 2008/3, 2016/3, 2016/4, 2016/6, 2017/3, 2017/7, 2019/2 2022/1, 2022/6, 2023/2
- LG U+ Cup 3-Cushion Masters:  2017
- Dreiband Grand Prix:  1996/4, 1997/3, 1997/4, 2003/2  1990/2, 1991/5, 1995/3, 1994/2, 1994/3, 1999/2, 2003/2  1992/8, 1997/1
- World 3-Cushion Grand Prix  2023/1
- Cadre-47/1-Europameisterschaft:  1984
- Cadre-47/2-Europameisterschaft:  1983
- Einband-Europameisterschaft:  1986
- Europameisterschaft (Triathlon):  1986
- Freie-Partie-Europameisterschaft der Junioren:  1981
- AGIPI Billard Masters:  2013  2010
- Crystal Kelly Turnier:  2010  2011
- Coupe d’Europe (Mannschaft): 12 ×  1998–2001, 2005–2012
- Lausanne Billard Masters:  2013, 2014  2016
- Dreiband Challenge Masters:  2019/1
- Italienische Meisterschaft: 41 × in div. Disziplinen (davon 29 im Dreiband Stand: November 2021[9])[10]

### Auszeichnungen
- Spieler des Jahres: 2003